# Рабухина, Нина Александровна
Нина Александровна Рабухина (27 июля 1930, Харьков, Украинская ССР, СССР — 7 ноября 2011, Москва, Россия) — советский и российский учёный-рентгенолог, доктор медицинских наук (1967), профессор (1991). Заслуженный врач Российской Федерации (2006).

## Биография
Родилась 27 июля 1930 года в городе Харькове в семье профессора Александра Ефимовича Рабухина (1899—1979).
В 1953 году закончила Второй Московский медицинский институт, после окончания была рекомендована в аспирантуру, но по семейным обстоятельствам уехала в Азербайджанскую ССР — работала врачом-рентгенологом Азербайджанского противотуберкулёзного диспансера. В 1954 году училась в клинической ординатуре на кафедре рентгенологии Бакинского института усовершенствования врачей.
С 1956 по 1959 году обучалась в аспирантуре 3-й ММИ на кафедре рентгенологии и радиологии, после чего защитила кандидатскую диссертацию на тему «Томография височно-челюстного сустава и её клиническое значение».
С 1959 по 1963 годы — научный сотрудник Московского НИИ рентгенорадиологии МЗ РСФСР. С 1963 по 1969 годы и с 1985 по 2006 годы — руководитель рентгенологического отделения, с 2006 года — консультант ЦНИИ стоматологии МЗ СССР. С 1969 по 1973 годы — руководитель рентгенодиагностического отделения Московского НИИ рентгенорадиологии МЗ РСФСР. С 1973 по 1985 годы — руководитель рентгенологической службы и заведующий отделением Центральной клинической больницы Четвёртого Главного управления МЗ РСФСР.
В 1967 году защитила докторскую диссертацию. В 1991 году ей было присвоено звание — профессора.
Одновременно с научной и клинической деятельностью Н. А. Рабухина вела курсы челюстно-лицевой рентгенологии в РМАПО. Основные научные труды Н. А. Рабухиной посвящены челюстно-лицевой рентгенологии, рентгенодиагностике заболеваний височно-челюстного сустава, особенностям рентгеноскиалогической картины заболеваний пародонта, кариеса зубов, травм, врождённой и приобретённой деформаций лицевого скелета, гастроэнтерологической рентгенодиагностике, проблемам эффективного использования фармакологических препаратов при рентгенодиагностике патологии желудочно-кишечного тракта. Н. А. Рабухина разработала методику двойного контрастирования верхних и нижних отделов желудочно-кишечного тракта, позволяющую выявить полипы и злокачественные опухоли небольших размеров. Н. А. Рабухина исследовала диагностические возможности линейной зонографии органов грудной клетки, позвоночника, почек, верхнечелюстных пазух.
Н. А. Рабухина была основоположником рентгенологической школы в области челюстно-лицевой хирургии. Заложила научные и организационные основы широкого применения рентгенологических методов в стоматологии и челюстно-лицевой хирургии.
Умерла 7 ноября 2011 года в Москве. Урна с прахом захоронена в колумбарии на Донском кладбище.

## Награды

### Звания
- Заслуженный врач Российской Федерации (2006)